# Onno te Rijdt
Onno te Rijdt (Leiden, 27 november 1959), is een Nederlands romanschrijver en recensent.
Te Rijdt groeide op in Hengelo. Na zijn rechtenstudie in Leiden was hij tien jaar actief als juridisch adviseur. In 1992 promoveerde hij op het proefschrift Bestuurscompensatie, een juridisch onderzoek naar de praktijk. In 1994 besloot hij zich volledig op het schrijverschap te richten en vestigde zich in Padua. De roman die hij hier schreef (Het spel) werd genomineerd voor de Gouden Strop. Te Rijdt is voornamelijk bekend om zijn roman Mores.